# Parka

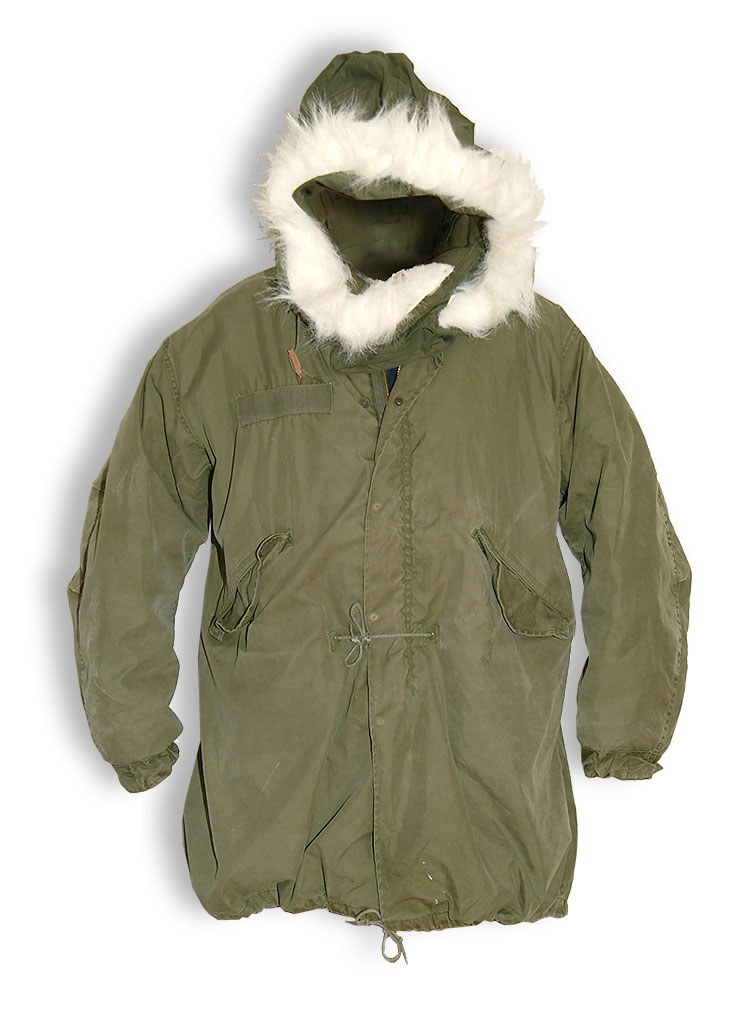
M-65 US Army Parka

Een parka of pooljak is een jas met een capuchon die oorspronkelijk van bont gemaakt was.
De naam komt via het Amerikaans-Engels uit de taal van de Ungangan die leven op de Aleoeten, een eilandengroep die grotendeels tot Alaska behoort. Het woord is door hen weer via het Russisch ontleend aan het Nenets waarin 'párka' jas gemaakt van pels betekent.
De parka raakte in het Westen bekend toen hij in een uitvoering van nylon met een gewatteerde voering en een met bont afgewerkte capuchon in de jaren 1950 in gebruik kwam bij de Amerikaanse krijgsmacht. Later, in de jaren 1960, kon de jas gekocht worden bij 'armydumps', winkels waar men surplus voorraden van het leger verkocht. Het kledingstuk werd toen zo populair bij de jeugd dat er al snel nagemaakte modellen op de markt verschenen. Helemaal weg is de jas daarna nooit meer geweest, rond het jaar 2000 was er zelfs sprake van een comeback.